# Arnold Schulte
Arnold Schulte (* 12. Juli 1906 in Oberhausen; † 9. August 1984 in Essen) war römisch-katholischer Geistlicher und Religionspädagoge.

## Ausbildung und erste Einsätze
Nach Schule und Studium arbeitete Schulte zunächst acht Jahre lang als Lehrer, bevor er sich entschloss, die geistliche Laufbahn einzuschlagen. Nach einer zusätzlichen Ausbildung im Priesterseminar in Bensberg, dem heutigen Kardinal-Schulte-Haus, empfing er am 4. Februar 1937 im Hohen Dom zu Köln von Erzbischof Karl Joseph Kardinal Schulte die Priesterweihe. Ein erster Einsatz führte ihn ab dem 15. März 1937 als Hausgeistlichen nach Hückelhoven im Bistum Aachen. Am 12. April 1938 wurde Schulte als Kaplan an die Pfarrei St. Antonius in Wuppertal-Barmen versetzt und am 15. Mai 1941 zum exponierten Lokalkaplan für den Bezirk Schönebeck ernannt.

## Konfrontation mit dem Nationalsozialismus
Bald nach seiner Priesterweihe geriet Schulte in erste Auseinandersetzungen mit dem nationalsozialistischen Regime. Eine 1937 durch den Regierungspräsidenten von Aachen, Franz Vogelsang, erteilte Unterrichtserlaubnis wurde nach Einspruch durch die NSDAP und die Gestapo widerrufen; im Nachgang wurde Schulte durch Vogelsang sogar verwarnt und seither von der Gestapo überwacht. Noch im gleichen Jahr musste er wegen einer Weihnachtspredigt eine Verwarnung hinnehmen. In Wuppertal wurde Schulte am 8. Januar 1940 von der Gestapo verhört und verwarnt, weil er ohne die notwendige Erlaubnis ein Rundschreiben herausgegeben habe; weitere Schreiben wurden ihm untersagt. Einer Anzeige seitens des SD vom 7. Dezember 1941 wegen angeblicher heimtückischer Äußerungen in einer Predigt folgte am 13. Januar 1942 ein erneutes Verhör und am 1. Mai 1942 eine erneute Verwarnung.

## Wirken nach dem Zweiten Weltkrieg
Am 3. Oktober 1947 ernannte Erzbischof Joseph Kardinal Frings Schulte zum Religionslehrer am Städtischen neusprachlichen Gymnasium und am Carl-Duisberg-Gymnasium in Wuppertal, zum 1. Januar 1952 erfolgte seine Ernennung zum Studienrat. Im Jahr 1959 wurde er vom nordrhein-westfälischen Kultusminister Werner Schütz zum Professor für Religion und die Methodik des Religionsunterrichtes an der damaligen Pädagogischen Akademie in Essen berufen, die 1972 an die Gesamthochschule Essen angegliedert wurde. Nachdem Schulte im Jahr 1973 als Professor emeritiert worden war, engagierte er sich bis zu seinem Tod im priesterlichen Dienst in der Pfarrei St. Andreas in Essen-Rüttenscheid.

## Ehrungen
- 1965: Päpstlicher Geheimkämmerer
- 1973: Päpstlicher Ehrenprälat